# Villaines-sous-Malicorne
Pour les articles homonymes, voir Villaines.
Villaines-sous-Malicorne est une commune française, située dans le département de la Sarthe en région Pays de la Loire, peuplée de 1 035 habitants (les Villainais).
La commune fait partie de la province historique de l'Anjou, et se situe dans le Baugeois.

## Géographie

### Localisation
Villaines-sous-Malicorne, commune du sud du département de la Sarthe, est située au cœur du Maine angevin. Le village se trouve, en distances orthodromiques, à 34,1 km au sud-ouest du Mans, la préfecture du département, et à 7,8 km au nord-ouest de La Flèche, la ville la plus proche. Les communes limitrophes sont Arthezé, Bousse, Crosmières, Le Bailleul et La Flèche.
|             | Arthezé                  |        |
| Le Bailleul | Villaines-sous-Malicorne | Bousse |
| Crosmières  | La Flèche                |        |

### Géologie et relief
La superficie de la commune est de 1 916 hectares. L'altitude varie entre 40 et 94 mètres.

### Hydrographie
À l'est, le petit ruisseau l'Héritière sépare Villaines de la commune voisine de Bousse. Trois autres cours d'eau prennent leur source sur le territoire communal. Au nord, le ruisseau de Coquelival se dirige vers Arthezé où il rejoint les eaux du Riboux. Au sud-est, le ruisseau le Bois, affluent du Loir détermine la limite communale avec La Flèche. Enfin, l'Argance, un autre affluent du Loir, prend sa source au centre de la commune.

### Climat
Pour des articles plus généraux, voir Climat des Pays de la Loire et Climat de la Sarthe.
En 2010, le climat de la commune est de type climat océanique dégradé des plaines du Centre et du Nord, selon une étude du CNRS s'appuyant sur une série de données couvrant la période 1971-2000. En 2020, Météo-France publie une typologie des climats de la France métropolitaine dans laquelle la commune est exposée à un climat océanique et est dans la région climatique  Moyenne vallée de la Loire, caractérisée par une bonne insolation (1 850 h/an) et un été peu pluvieux. 
Pour la période 1971-2000, la température annuelle moyenne est de 11,3 °C, avec une amplitude thermique annuelle de 14,3 °C. Le cumul annuel moyen de précipitations est de 710 mm, avec 11,6 jours de précipitations en janvier et 6,5 jours en juillet. Pour la période 1991-2020, la température moyenne annuelle observée sur la station météorologique de Météo-France la plus proche, sur la commune de Thorée-les-Pins à 14 km à vol d'oiseau, est de 12,1 °C et le cumul annuel moyen de précipitations est de 744,6 mm,. Pour l'avenir, les paramètres climatiques de la commune estimés pour 2050 selon différents scénarios d'émission de gaz à effet de serre sont consultables sur un site dédié publié par Météo-France en novembre 2022.

### Voies de communication et transports

#### Réseau routier
Villaines-sous-Malicorne est traversée au sud sur une courte distance par la route départementale D 306, ancienne N 159 reliant Tours à Laval. La route départementale D 41 arrive au sud en provenance de Verron, ancienne commune rattachée à La Flèche, et repart au nord en direction de Malicorne-sur-Sarthe. À l'est, la route département D 102 arrive de Bousse. Elle repart au sud-ouest en direction de Crosmières sous l'appellation D 102 bis. Enfin, au nord, la départementale D 253 relie Villaines à la commune voisine d'Arthezé.

#### Transport en commun
La ligne 206 La Flèche ↔ Le Mans du réseau Aléop traverse Villaines-sous-Malicorne. Deux arrêts sont préuvs sur la commune : la place des Anciens combattants au centre du village, ainsi qu'au lieu-dit la Janverie. Le transport scolaire est géré par le conseil général de la Sarthe. Plusieurs arrêts sont programmés à Villaines-sous-Malicorne pour se rendre au collège de Noyen-sur-Sarthe et au lycée de La Flèche.

## Urbanisme

### Typologie
Au 1er janvier 2024, Villaines-sous-Malicorne est catégorisée bourg rural, selon la nouvelle grille communale de densité à sept niveaux définie par l'Insee en 2022.
Elle est située hors unité urbaine. Par ailleurs la commune fait partie de l'aire d'attraction de Sablé-sur-Sarthe, dont elle est une commune de la couronne,. Cette aire, qui regroupe 39 communes, est catégorisée dans les aires de moins de 50 000 habitants,.

### Occupation des sols
L'occupation des sols de la commune, telle qu'elle ressort de la base de données européenne d’occupation biophysique des sols Corine Land Cover (CLC), est marquée par l'importance des territoires agricoles (91,9 % en 2018), une proportion sensiblement équivalente à celle de 1990 (92 %). La répartition détaillée en 2018 est la suivante : 
terres arables (59,9 %), zones agricoles hétérogènes (14,6 %), prairies (12,1 %), forêts (5,9 %), cultures permanentes (5,2 %), zones urbanisées (2,3 %). L'évolution de l’occupation des sols de la commune et de ses infrastructures peut être observée sur les différentes représentations cartographiques du territoire : la carte de Cassini (XVIIIe siècle), la carte d'état-major (1820-1866) et les cartes ou photos aériennes de l'IGN pour la période actuelle (1950 à aujourd'hui).

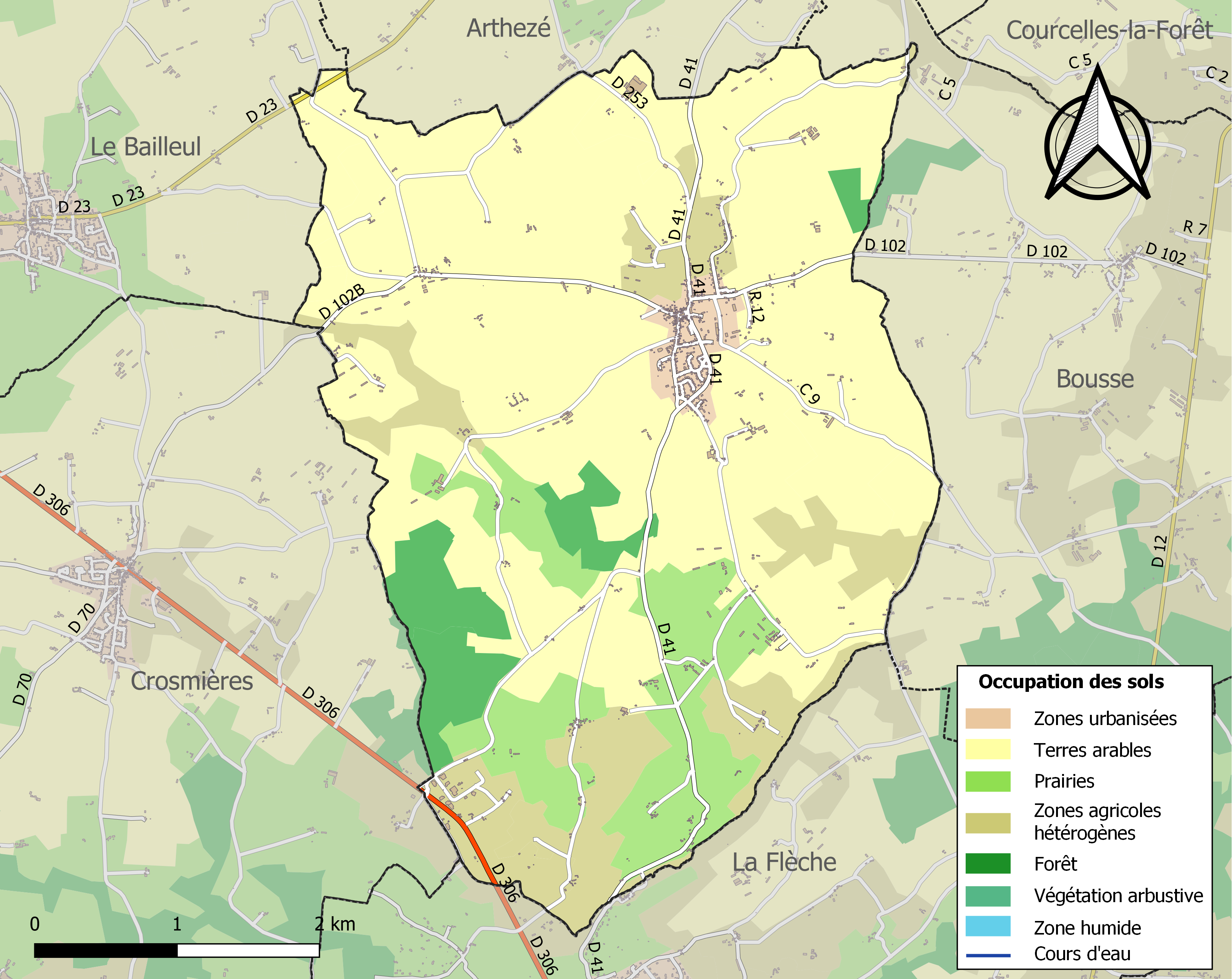
Carte des infrastructures et de l'occupation des sols de la commune en 2018 (CLC).

## Toponymie
Le nom « Villaines » est issu du latin villana, c'est-à-dire une tenure de paysan autour de laquelle le village s'est développé. L'appellation « Vitlena » est attestée en 837.

## Histoire
Villaines-sous-Malicorne faisait partie de la sénéchaussée angevine de La Flèche et de l'ancienne province d'Anjou.
Sous l'Ancien Régime, la commune était rattachée au pays d'élection de La Flèche.
Lors de la Révolution française, la commune fut, comme toutes celles de la sénéchaussée de La Flèche, rattachée au nouveau département de la Sarthe.
En 1801, lors du Concordat, la paroisse fut détachée du diocèse d'Angers pour celui du Mans.
La légende raconte que le seigneur de La Flèche et de ses alentours aurait donné ce hameau à un de ses soldats appelé Simon. Celui-ci étant amoureux aurait construit un village en forme de cœur en l'honneur de sa belle. Il aurait aussi fait construire un château dans ce village. Aujourd'hui, il ne reste plus que le château de la Roche Simon et la forme de ce village pour témoigner de la présence de Simon et sa douce autrefois.

## Politique et administration
| Période                                  | Période   | Identité        | Étiquette | Qualité                                                     |
| ---------------------------------------- | --------- | --------------- | --------- | ----------------------------------------------------------- |
| ?                                        | mars 2001 | Michel Prechais |           |                                                             |
| mars 2001                                | mars 2014 | Philippe Stirn  |           | Médecin                                                     |
| mars 2014                                | En cours  | Laurent Hubert  | DVG       | Professeur des écoles, conseiller départemental depuis 2015 |
| Les données manquantes sont à compléter. |           |                 |           |                                                             |

## Population et société

### Démographie
L'évolution du nombre d'habitants est connue à travers les recensements de la population effectués dans la commune depuis 1793. Pour les communes de moins de 10 000 habitants, une enquête de recensement portant sur toute la population est réalisée tous les cinq ans, les populations de référence des années intermédiaires étant quant à elles estimées par interpolation ou extrapolation. Pour la commune, le premier recensement exhaustif entrant dans le cadre du nouveau dispositif a été réalisé en 2006.
En 2022, la commune comptait 1 035 habitants, en évolution de +0,58 % par rapport à 2016 (Sarthe : −0,25 %, France hors Mayotte : +2,11 %).
| 1793  | 1800  | 1806  | 1821  | 1831  | 1836 | 1841 | 1846  | 1851  |
| ----- | ----- | ----- | ----- | ----- | ---- | ---- | ----- | ----- |
| 1 024 | 1 055 | 1 111 | 1 060 | 1 008 | 988  | 988  | 1 019 | 1 050 |

| 1856 | 1861 | 1866 | 1872 | 1876  | 1881 | 1886 | 1891 | 1896 |
| ---- | ---- | ---- | ---- | ----- | ---- | ---- | ---- | ---- |
| 946  | 935  | 968  | 959  | 1 056 | 930  | 905  | 894  | 933  |

| 1901 | 1906 | 1911 | 1921 | 1926 | 1931 | 1936 | 1946 | 1954 |
| ---- | ---- | ---- | ---- | ---- | ---- | ---- | ---- | ---- |
| 878  | 818  | 814  | 793  | 799  | 789  | 763  | 800  | 773  |

| 1962 | 1968 | 1975 | 1982 | 1990 | 1999 | 2006 | 2011  | 2016  |
| ---- | ---- | ---- | ---- | ---- | ---- | ---- | ----- | ----- |
| 747  | 745  | 796  | 730  | 725  | 746  | 936  | 1 016 | 1 029 |

| 2021  | 2022  | - | - | - | - | - | - | - |
| ----- | ----- | - | - | - | - | - | - | - |
| 1 034 | 1 035 | - | - | - | - | - | - | - |

### Enseignement
La commune de Villaines-sous-Malicorne est située dans l'académie de Nantes. Elle dispose d'une école primaire publique, l'école Le Marronnier. Le collège le plus proche est le collège Marcel-Pagnol de Noyen-sur-Sarthe, tandis que le lycée le plus proche est situé à La Flèche, il s'agit du lycée polyvalent d'Estournelles de Constant.

## Économie

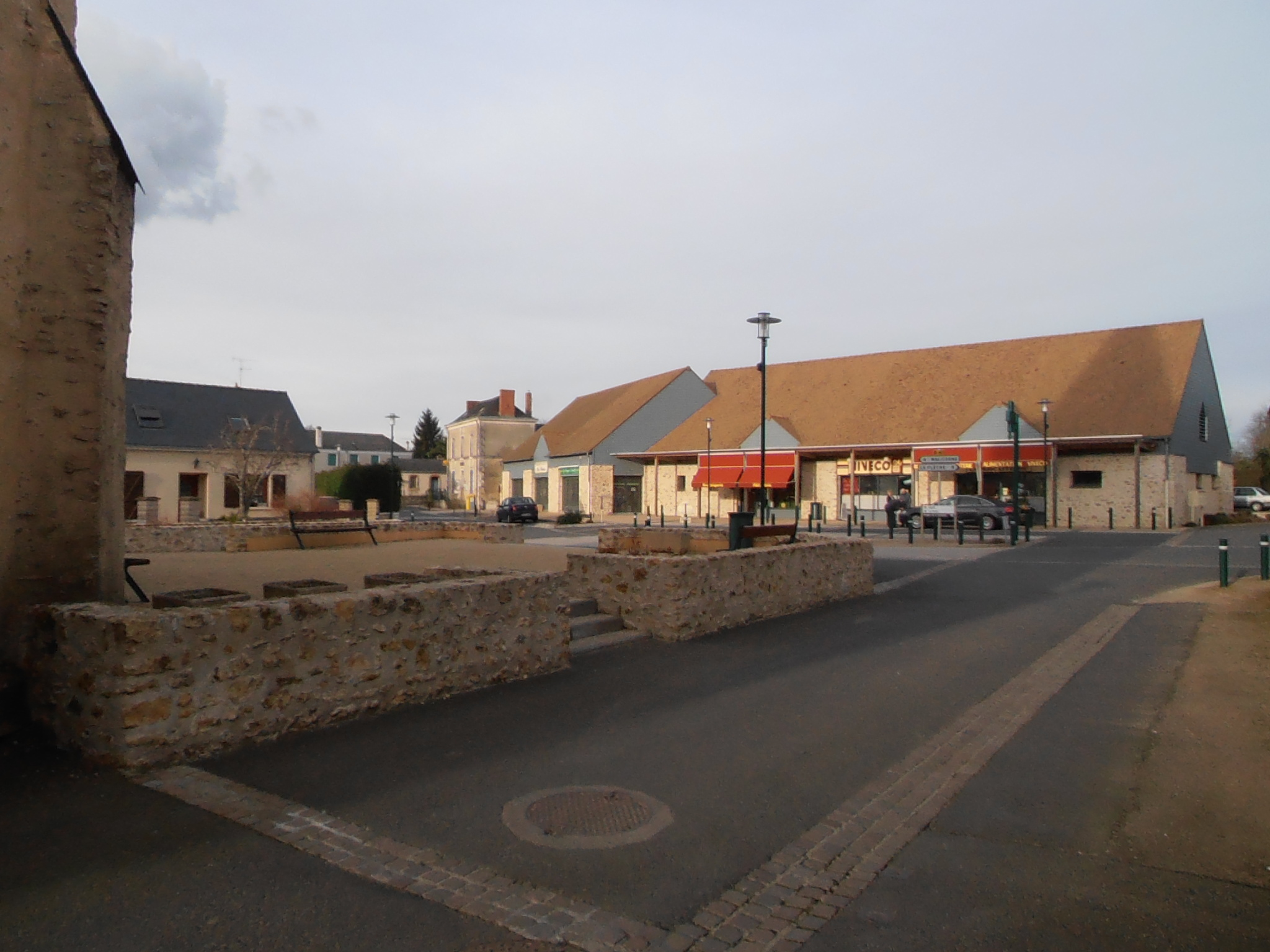
La place principale du bourg.

En 2010, le revenu fiscal médian par ménage était de 30 309 €, ce qui plaçait Villaines-sous-Malicorne au 13 471e rang parmi les 31 525 communes de plus de 39 ménages en métropole.
En 2009, la population âgée de 15 à 64 ans s'élevait à 591 personnes, parmi lesquelles on comptait 77 % d'actifs dont 70,2 % ayant un emploi et 6,9 % de chômeurs.
On comptait 213 emplois dans la zone d'emploi, contre 220 en 1999. Le nombre d'actifs ayant un emploi résidant dans la zone d'emploi étant de 416, l'indicateur de concentration d'emploi est de 51,3 %, ce qui signifie que la zone d'emploi offre un peu moins d'un emploi pour deux habitants actifs.
Au 31 décembre 2010, Villaines-sous-Malicorne comptait 60 établissements : 22 dans l’agriculture-sylviculture-pêche, 4 dans l'industrie, 8 dans la construction, 23 dans le commerce-transports-services divers et 3 étaient relatifs au secteur administratif. En 2011, quatre entreprises ont été créées à Villaines-sous-Malicorne.

## Culture locale et patrimoine

### Lieux et monuments
- Église Saint-Germain, des XIe, XIIe, XVe et XVIIe siècles, d'architecture romane, qui renferme trois retables et un tableau, La mise au tombeau, classés monuments historiques au titre d'objets[32].
- Chapelle de l'Aubinière.
- Motte castrale de la Roche-Simon.
- Chêne au diable.
- Nombreuses Croix de chemins, aux intersections, notamment celle de l'entrée sud du bourg.

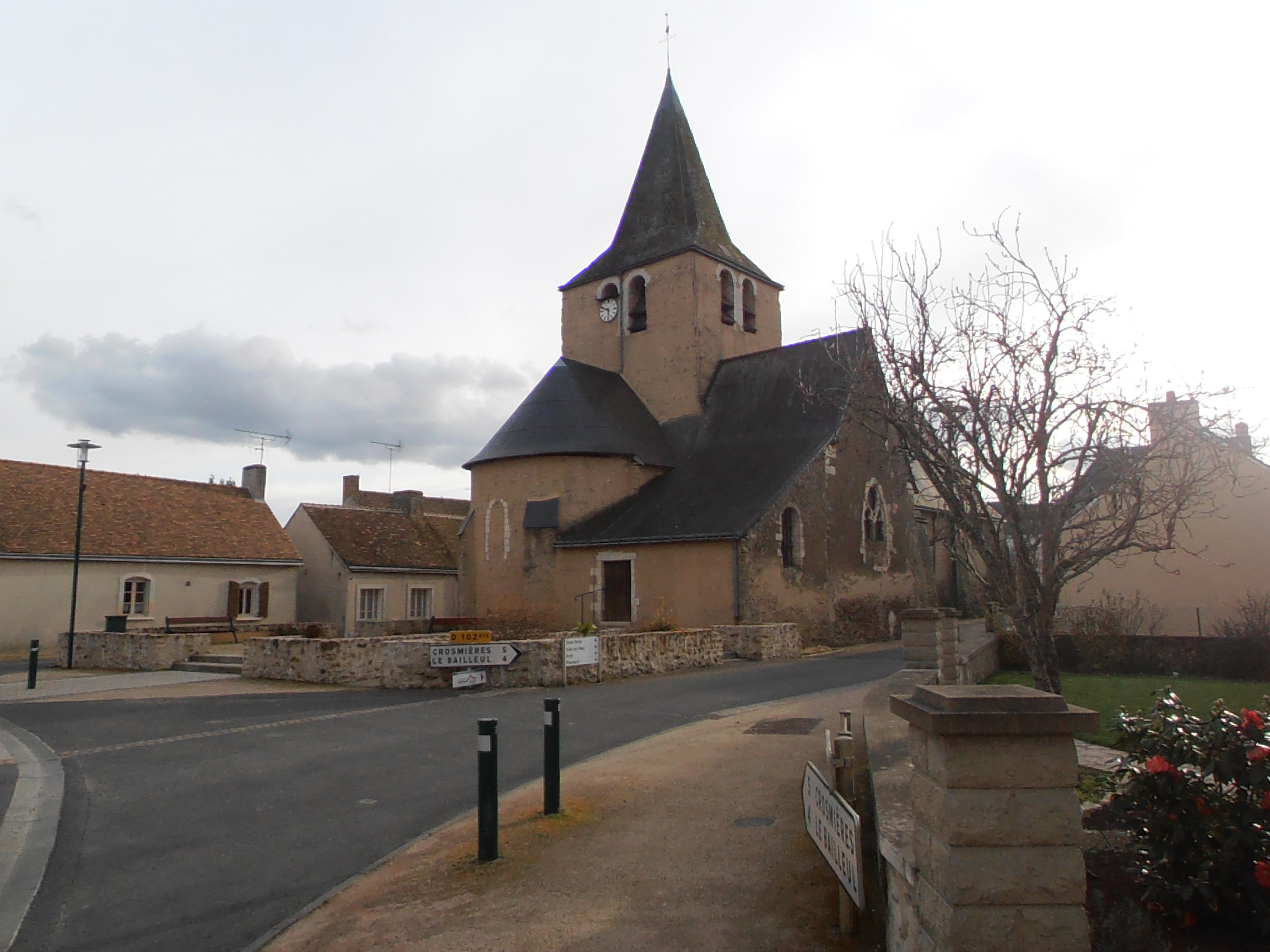
L'église vue de la place.
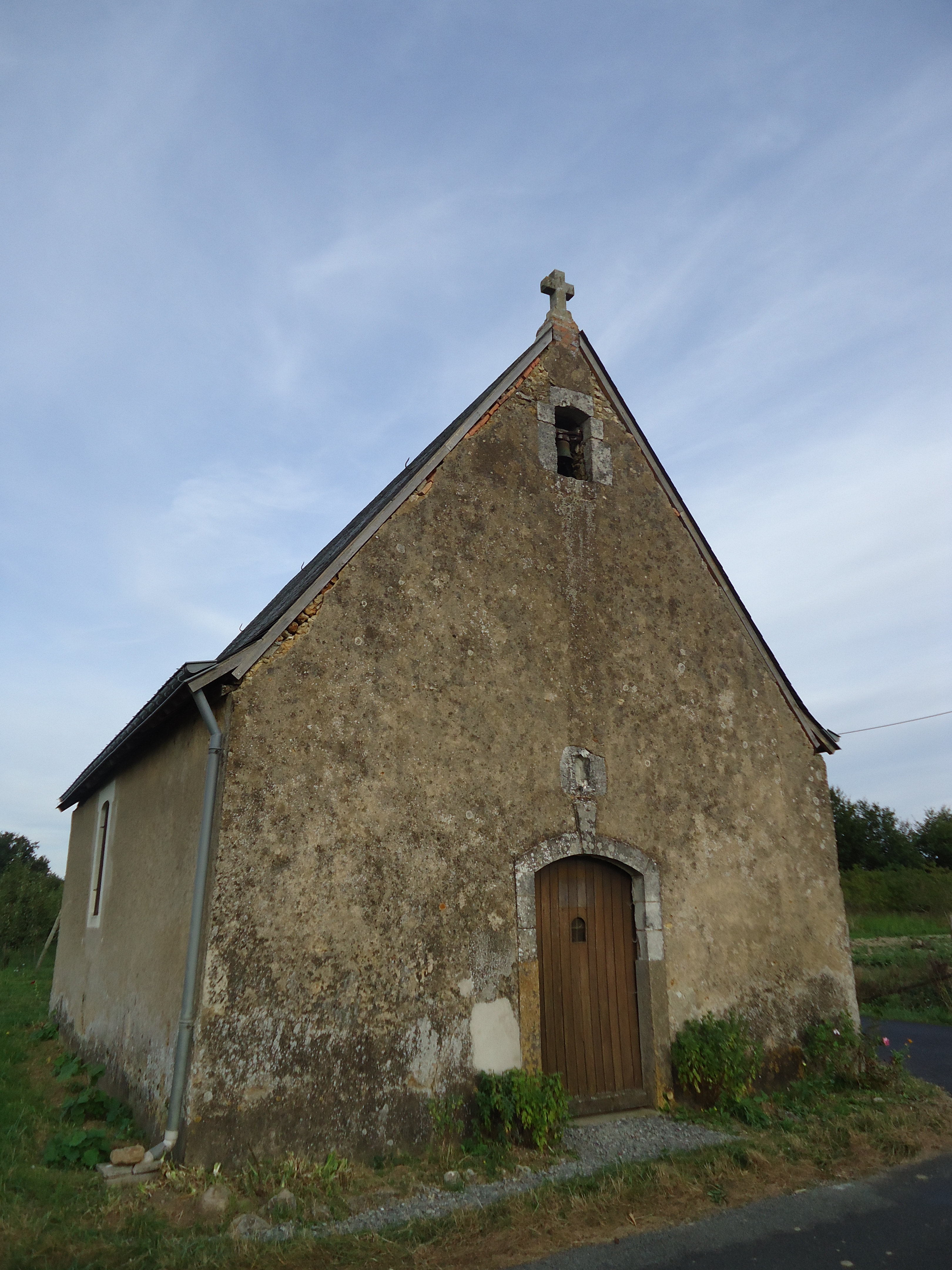
La chapelle de l'Aubinière.
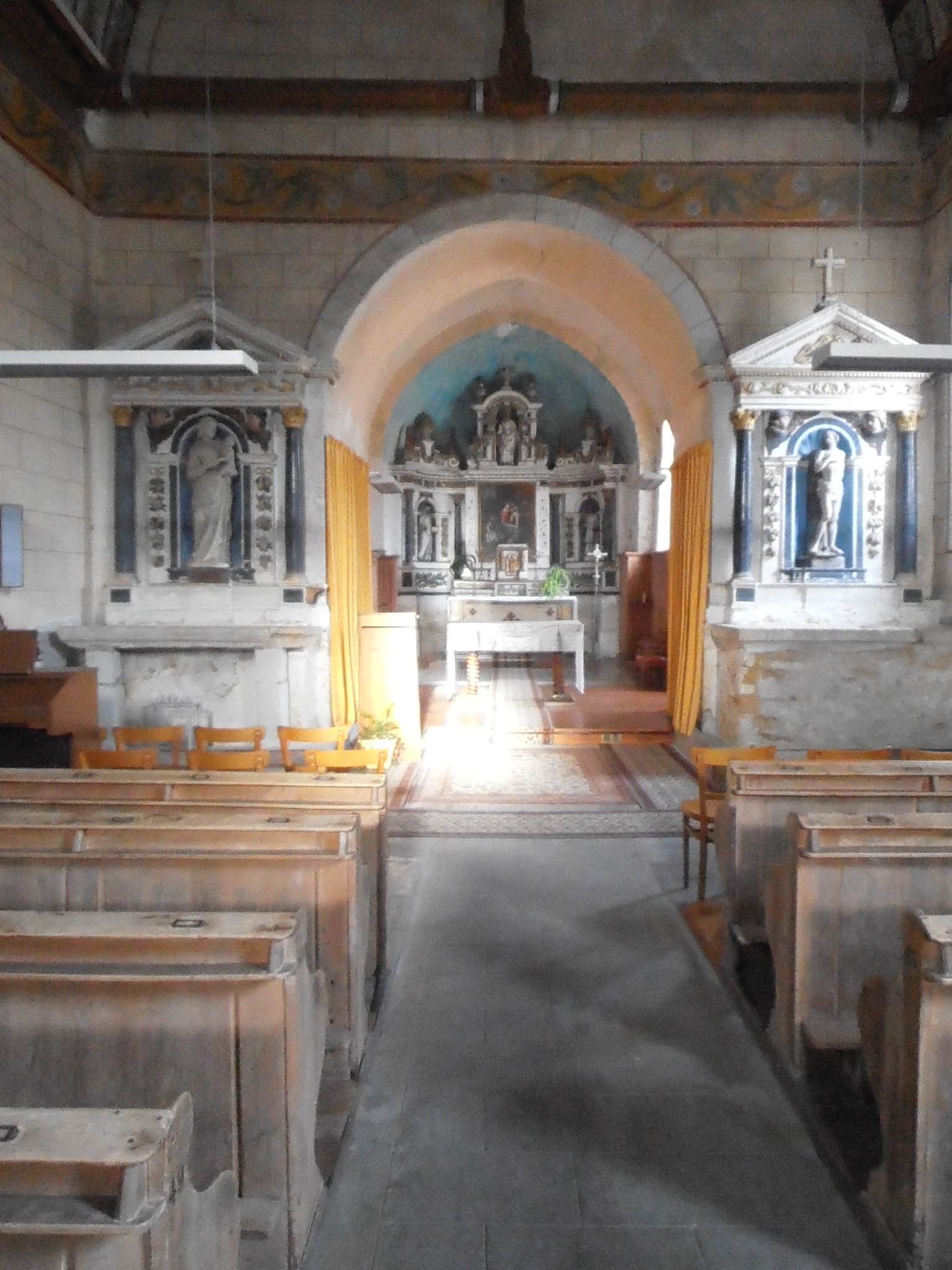
Intérieur de l'église Saint-Germain

### Activité et manifestations
- Randonnée pédestre du 1er mai.
- Bal avec repas et feux d'artifice en première quinzaine de juillet.

### Personnalités liées à la commune
- Pierre Hautin (v. 1500-v. 1580), imprimeur, y serait né.
- Baudouin de Champagne, seigneur de Villaines, mort en 1560.